# Elisabeth von Doberschütz
Elisabeth von Doberschütz, auch Dobschütz, geborene von Strantz (* unbekannt; † 17. Dezember 1591 in Stettin, Pommern) war ein Opfer der Hexenverfolgungen in Neustettin, wurde auf dem Stettiner Heumarkt enthauptet und vor den Toren der Stadt verbrannt.

## Hexenverfolgung

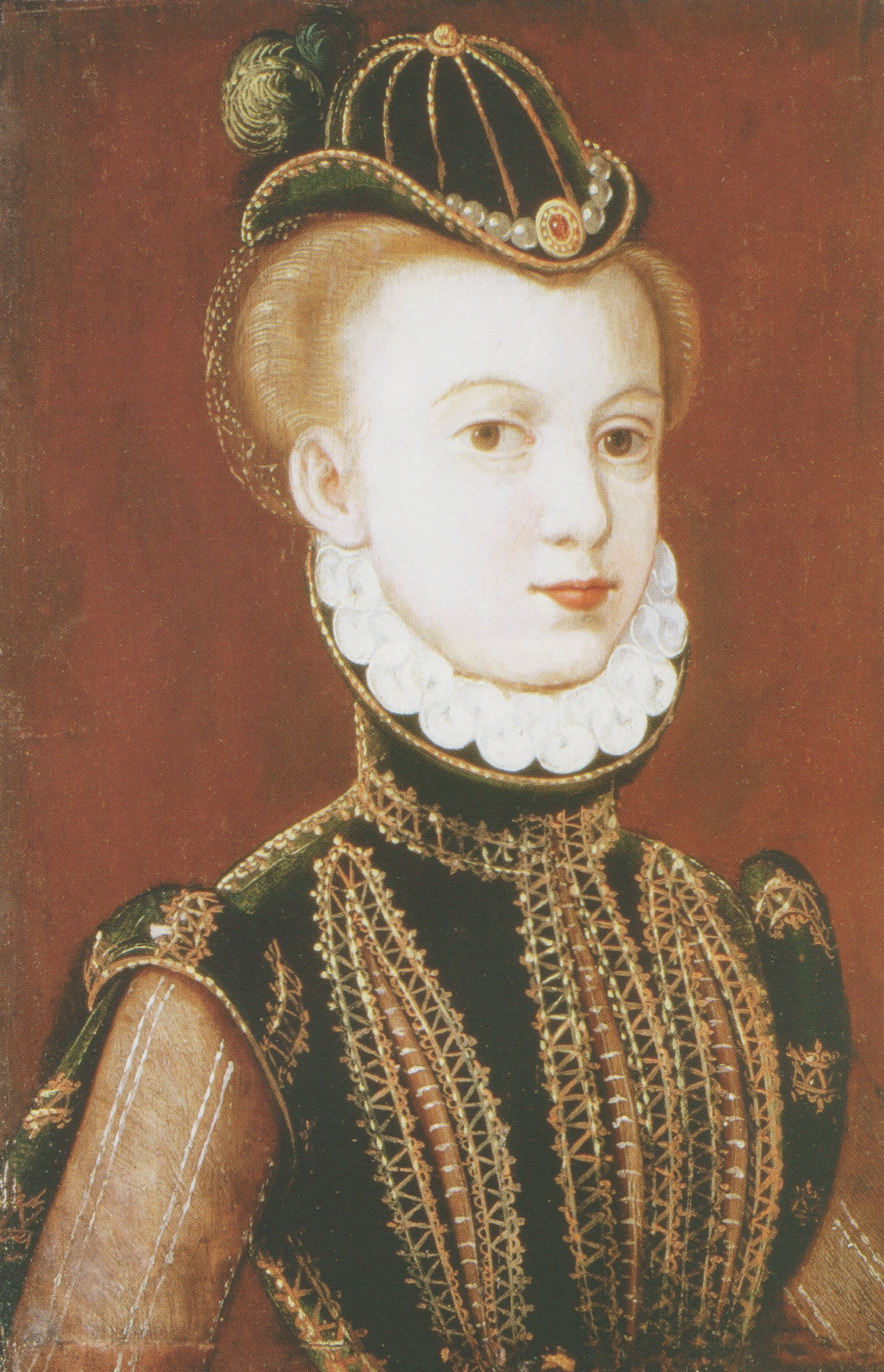
Herzogin Erdmuthe von Pommern

Elisabeth von Doberschütz wurde im Jahr 1590 der Hexerei und Zauberei beschuldigt: Sie wurde angeklagt, Erdmuthe, die Ehefrau des Herzogs Johann Friedrich, Herzog von Pommern-Stettin, mit einem „Hexentrank“, den sie der Herzogin Jahre zuvor nach einer Fehlgeburt zur Senkung des Fiebers geschickt hatte, unfruchtbar gemacht zu haben. Der Herzog war mit Prinzessin Erdmuthe von Brandenburg (1561–1623) seit 1577 verheiratet. Sie war die Tochter des Kurfürsten Johann Georg von Brandenburg und der Sabine von Brandenburg-Ansbach. Die Ehe war aber kinderlos geblieben. Doberschütz gelang es noch zu fliehen, doch wurde sie in Crossen (Oder) gefangen, wohin sie mit ihrem Ehemann geflohen war, in Stettin eingekerkert und am 17. Dezember 1590 zum Tod verurteilt. Auf den Tag genau ein Jahr später, am 17. Dezember 1591, wurde sie auf dem Stettiner Heumarkt als Hexe enthauptet und danach vor den Toren der Stadt auf dem Scheiterhaufen verbrannt – in dem Jahr, in dem die Hexenverfolgungen in Neustettin ihren Höhepunkt erreichten.

## Hintergrund
Elisabeths Verfolgung als Hexe wird heute als Folge einer politischen Intrige gesehen: Elisabeth hatte Melchior von Doberschütz geheiratet, Gutsherr auf Plau im brandenburgischen Landkreis Crossen (Oder). Doch er war verschuldet, weshalb Doberschütz sich um 1575 in herzoglich pommersche Dienste begab. Dort war er Stadthauptmann (bis 1584) zu Neustettin. Aus Gründen politischen Neides soll seine Ehefrau schon um 1584 erstmals der Zauberei bezichtigt worden sein. Im Jahr 1590 fiel ihr Ehemann – aufgrund übler Nachrede und Verleumdung Elisabeths als Hexe – schließlich in Ungnade und wurde aus Pommern verbannt.
Letztlich führte gezielte Verleumdung zu Elisabeths Verhaftung und Verurteilung. Aus den Akten geht beispielsweise auch hervor, dass sie sich durch ihre peinliche Genauigkeit und unnachsichtige Strenge den Hass der Mägde und des Gesindes in hohem Maße zugezogen hatte. Sie soll dem herzoglichen Hofmarschall Peter von Kameke und anderen Hofbeamten sowie dem Herzog vergiftete Getränke gegeben haben, die ihnen Witz und Sinn genommen haben sollen, wodurch sie deren Gunst für sich bzw. ihren Ehemann gewonnen habe.
Auch soll sie, wie damals weit verbreitet, stark abergläubisch gewesen sein und „manche wunderliche Gebräuche“ ausgeführt haben, weshalb sie sich auch im Gefängnis mit den „Zauberweibern“ unterhalten hatte, deren erzwungene Falschaussage und Verleumdung unter Folter letztlich zu Elisabeths Todesurteil führten. Drahtzieher war Jakob von Kleist, Konkurrent ihres Ehemannes um die Gunst des Herzogs und Doberschütz’ Amtsnachfolger als Stadthauptmann von Neustettin, der während seiner Amtszeit als Stadthauptmann (1584–1594) etliche Frauen als Hexen hinrichten ließ.